# 蚌埠公交126路
蚌埠公交126路，是中国安徽省蚌埠市的一条公交线路，由小蚌埠镇政府开往蚌埠南站，由蚌埠市公共交通集团有限公司运营、管理。

## 历史

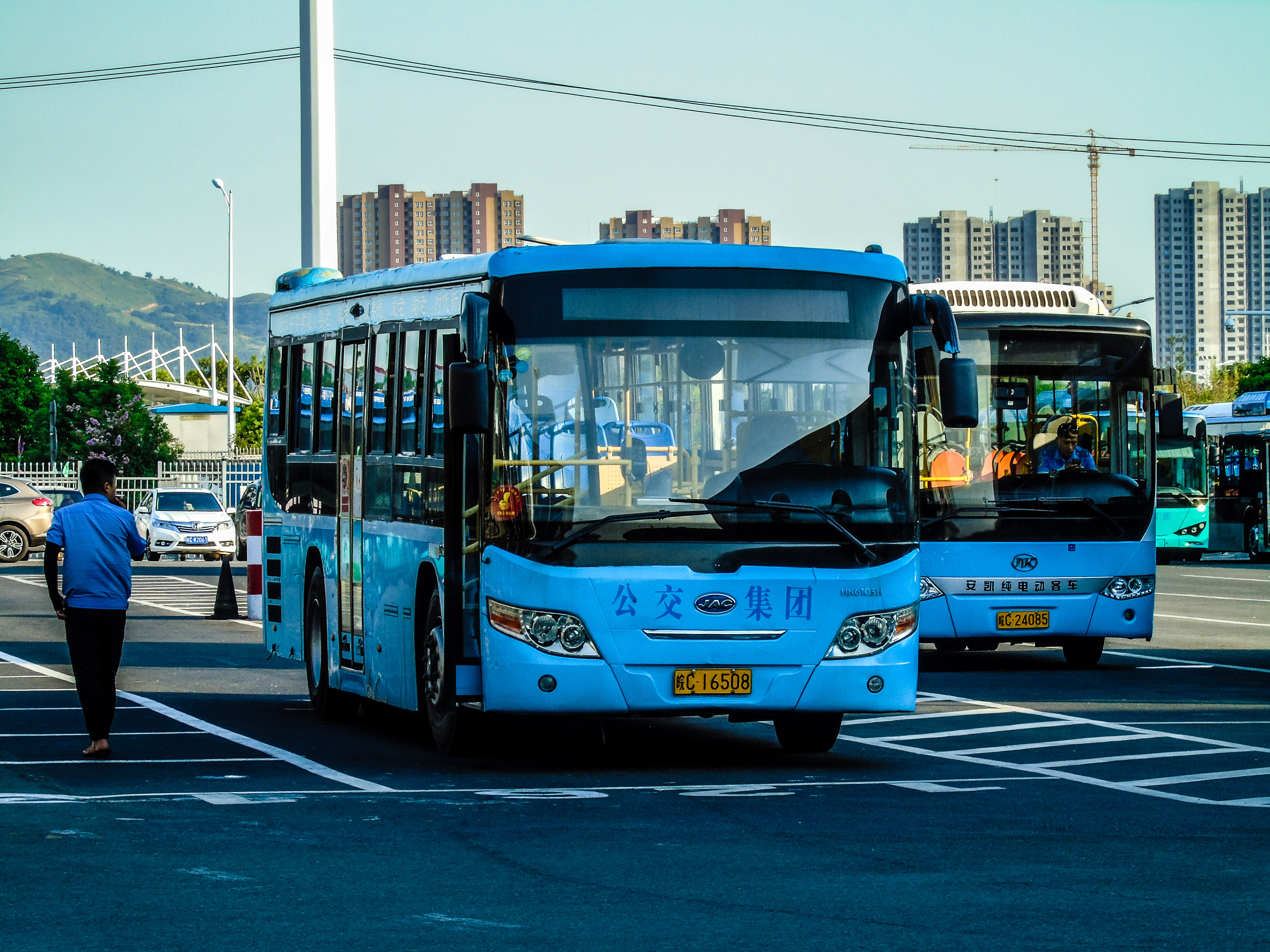
2012年首批投入运营的126路江淮HK6105HGQ天然气客车
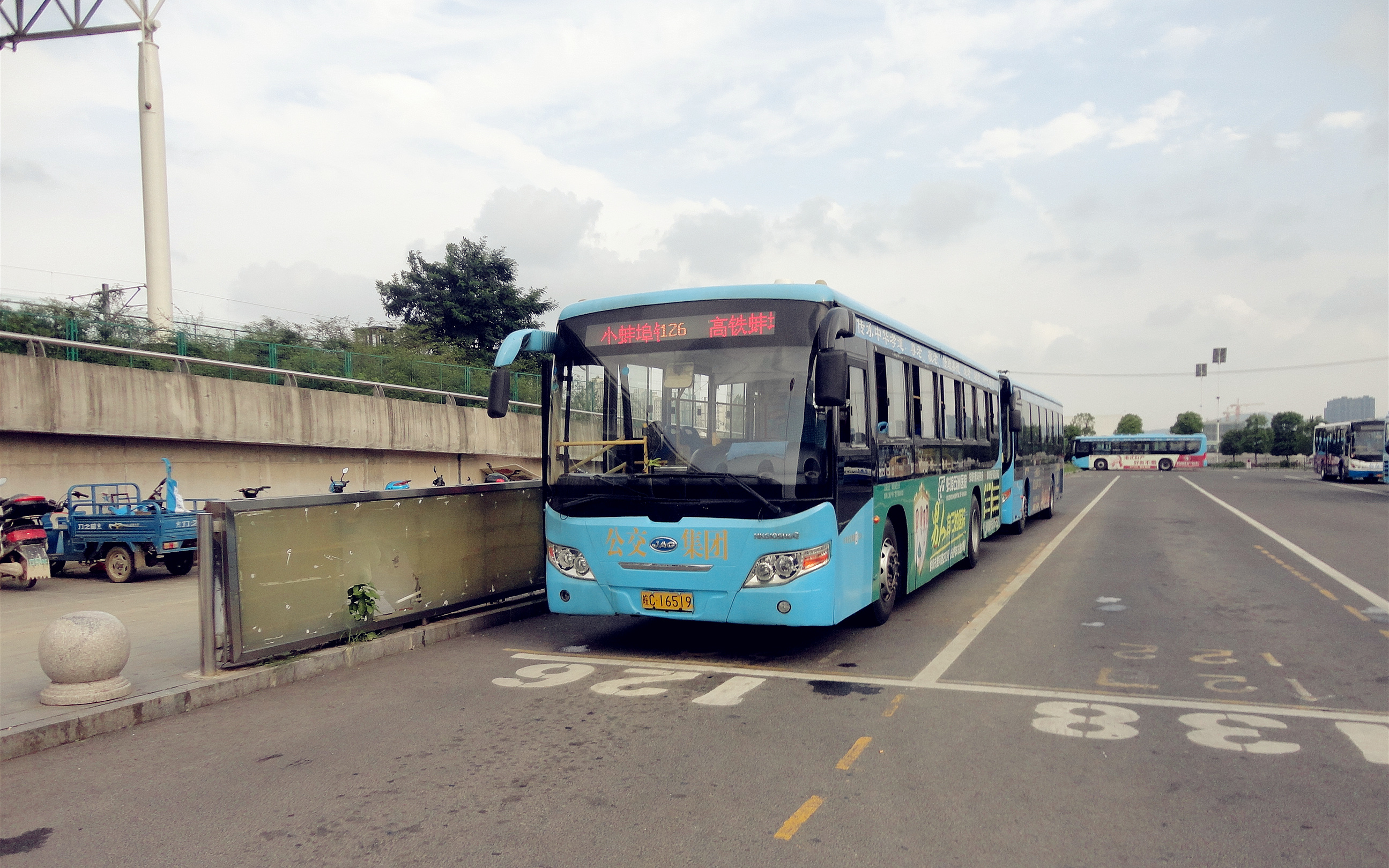
2012年首批投入运营的126路江淮HK6105HGQ天然气客车
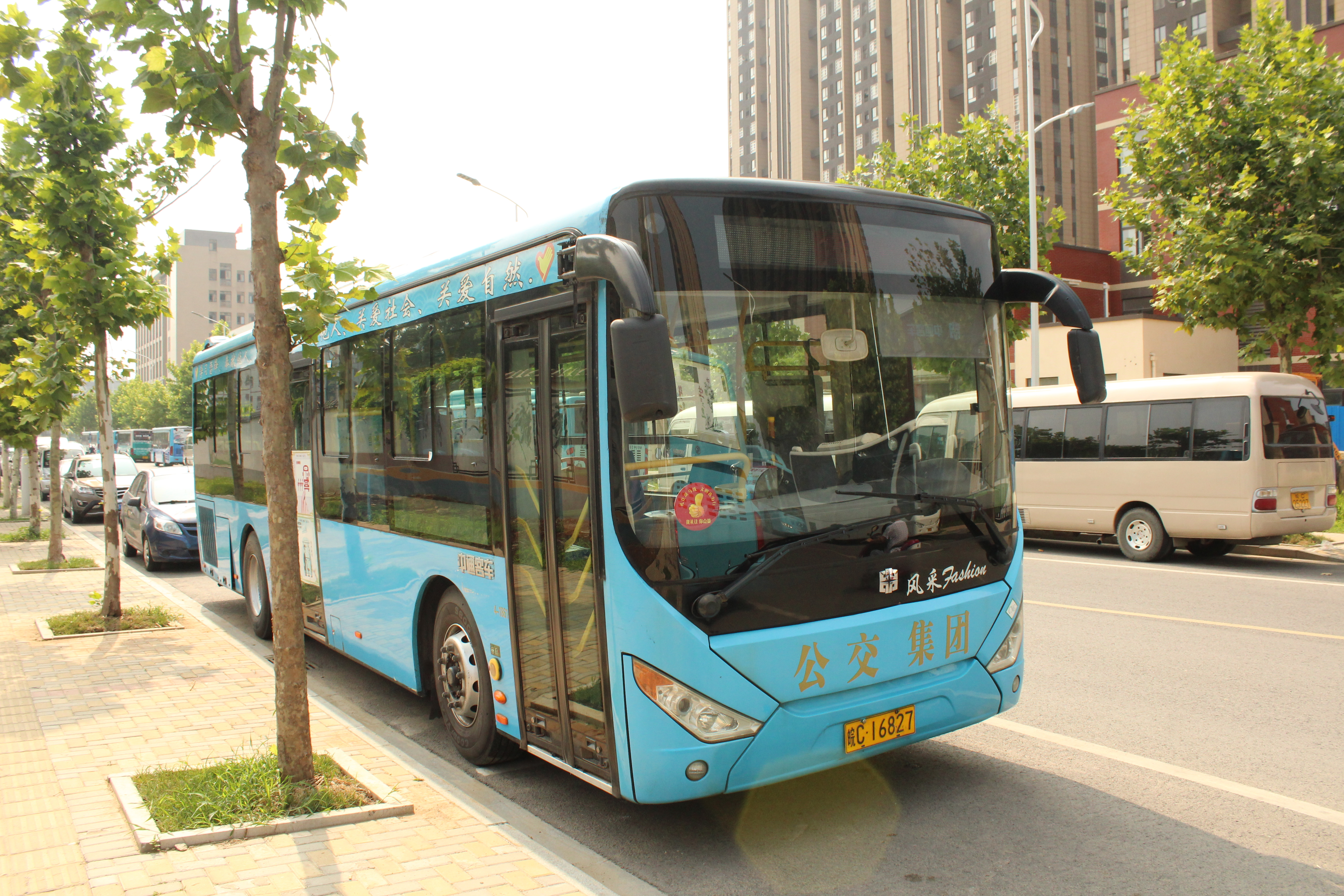
2012年投入运营的中通LCK6103GC型天然气空调客车
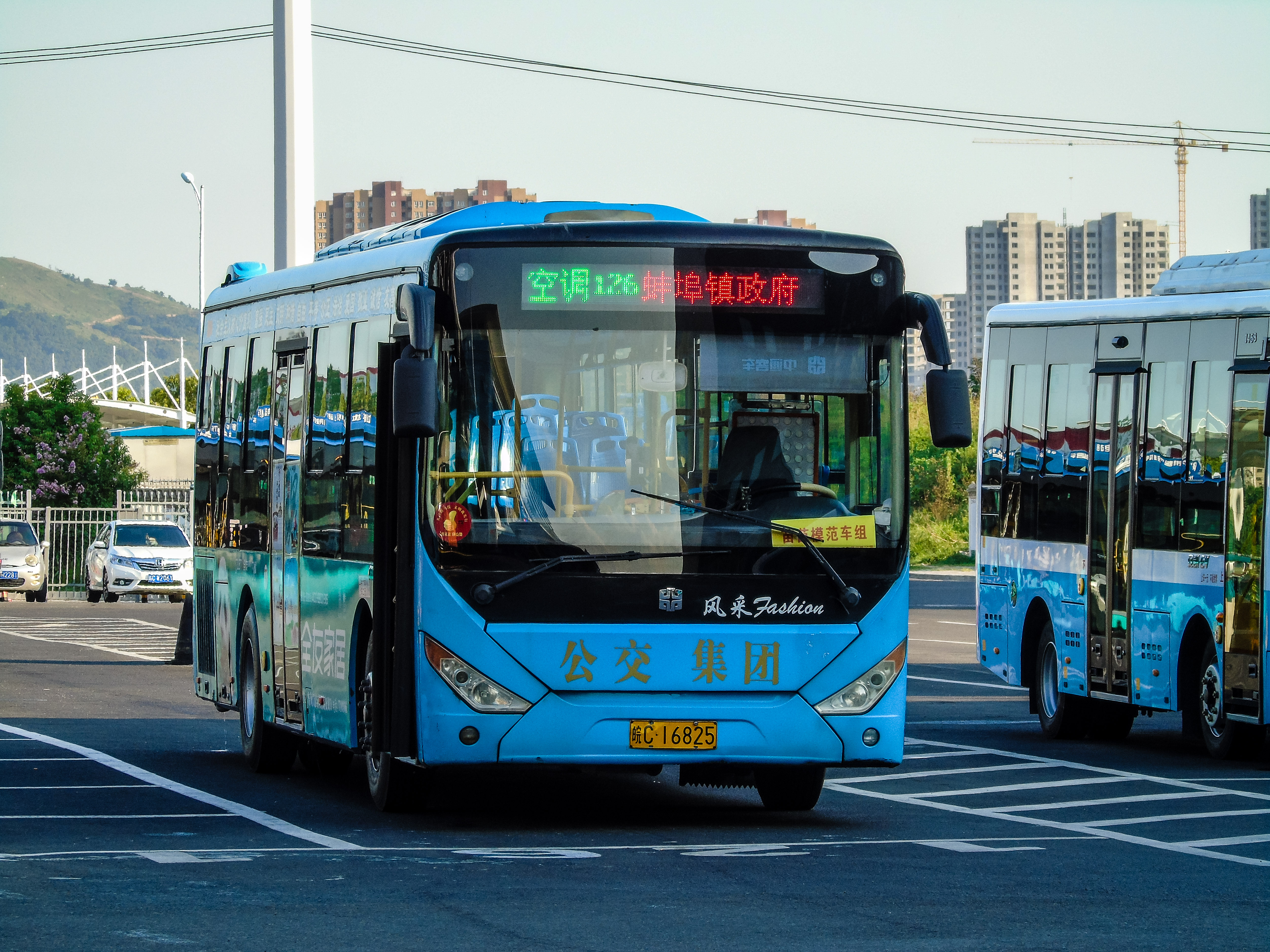
2012年投入运营的中通LCK6103GC型天然气空调客车
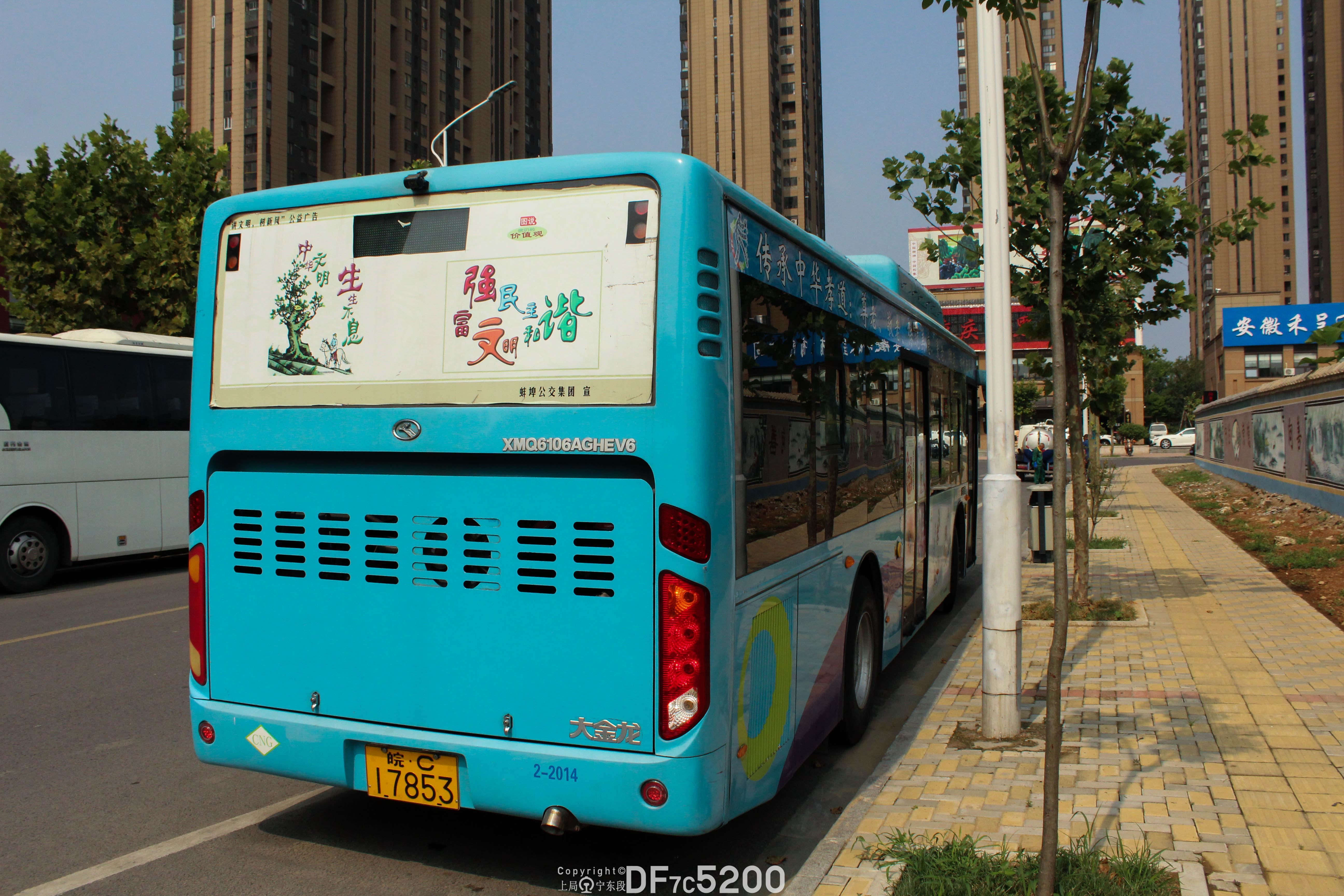
2015年投入运营的金龙XMQ6106AGHEV6型天然气空调客车
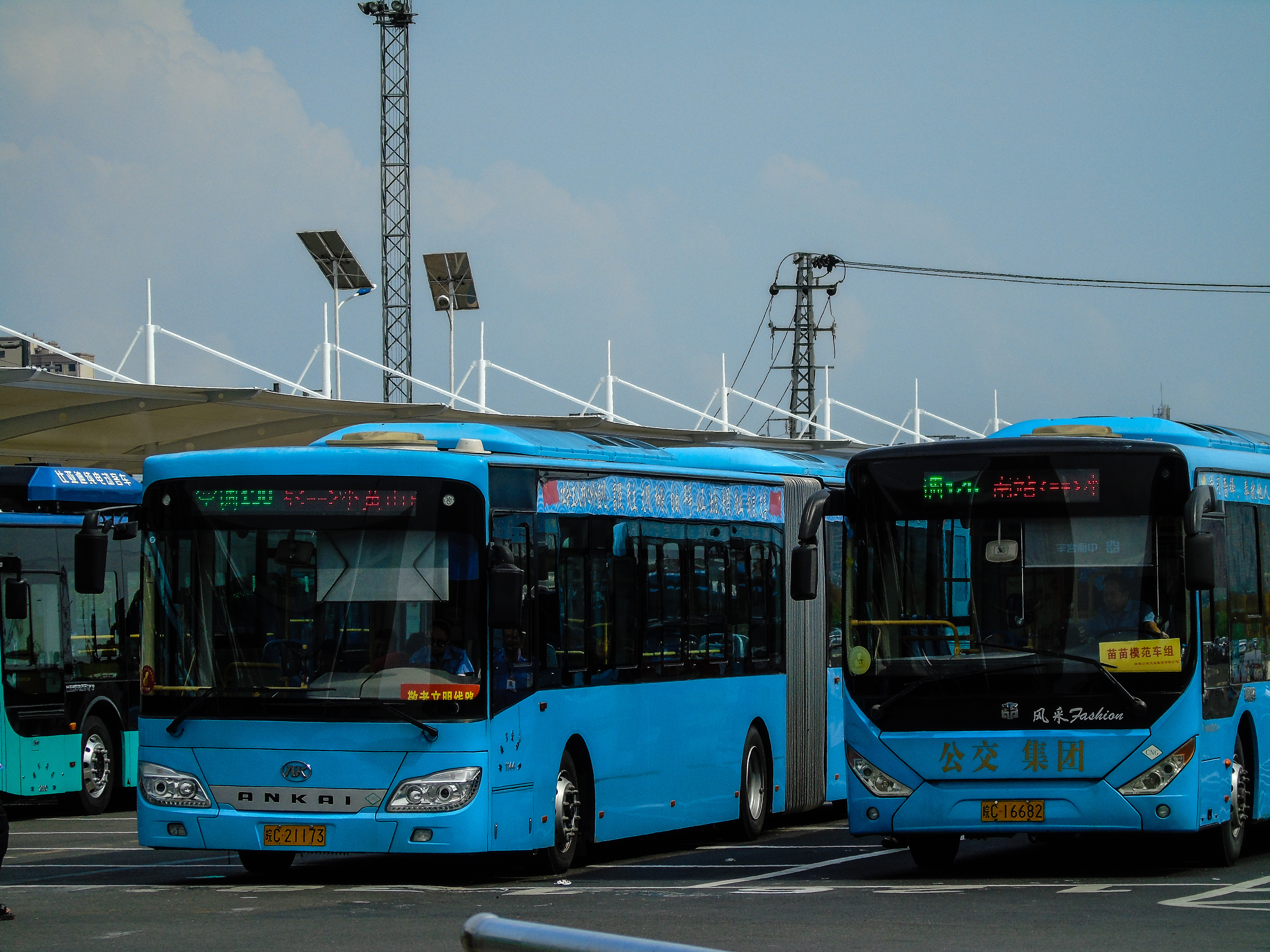
2017年138路和126路在蚌埠南站
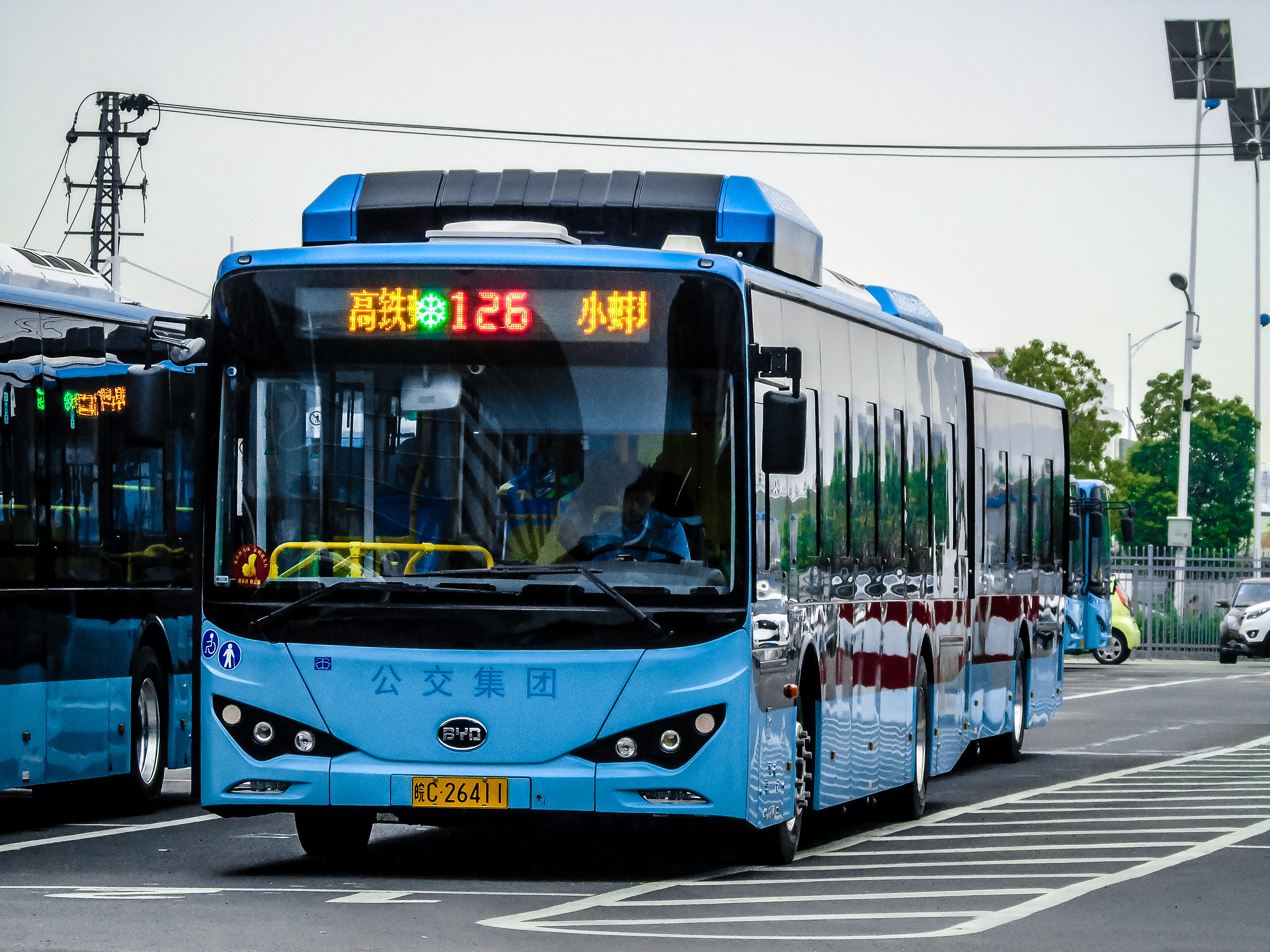
2017年126路在蚌埠南站

- 2012年9月，为方便淮上区和小蚌埠镇出行，蚌埠公交集团购置40台天然气客车开通126路和127路，由小蚌埠镇政府开往蚌埠南站。[2][3]
- 2015年8月28日起，由高铁南站始发的公交126、127路车线路进行微调，具体调整方案为：126路双向走向由高铁南站—学瀚路—学府路—汤和路—东海大道至小蚌埠镇政府，调整为高铁南站—学瀚路—凤德路—学海路—学府路—汤和路—东海大道至小蚌埠镇政府。[4][5][6]
- 2017年7月，蚌埠公交集团购置的比亚迪K9FE型纯电动空调车投入126路运营。[7][8][9][10]

## 站点

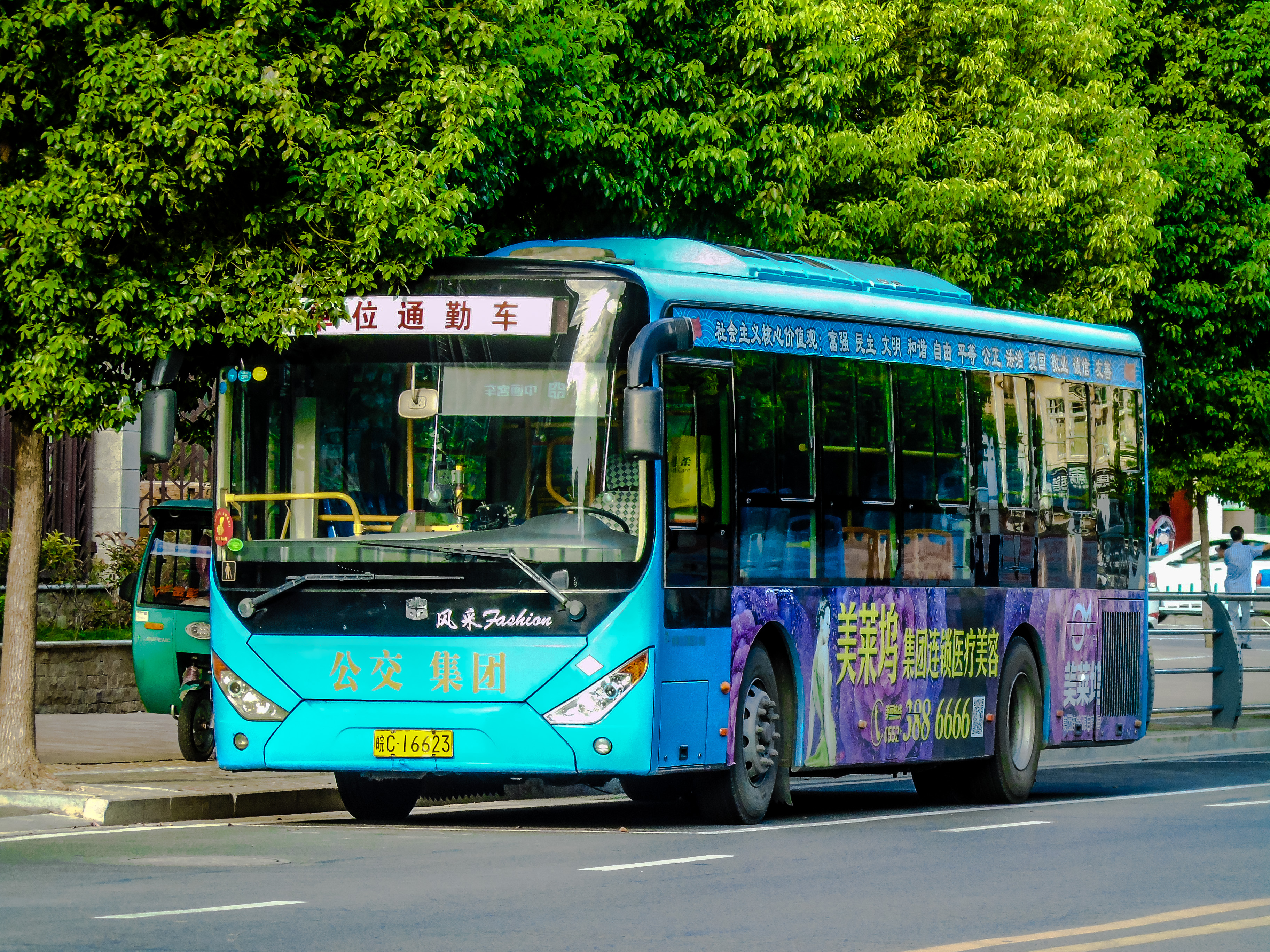
蚌埠公交126路退役车辆现为通勤车

### 途经站
- 往蚌埠南站 ：小蚌埠镇政府 - 蚌埠国购广场 - 朝阳路桥北 - 朝阳路·淮河路 - 四中 - 朝阳路·红旗一路 - 南岗四路（单边） - 涂山路·工农路 - 沁雅花园西 - 工农路·荆山路 - 万达广场北 - 新城实验学校 - 琥珀花园 - 沁雅锦绣城 - 戴湖·桃李园 - 航华路·东海大道 - 珍珠小区（单边） - 市政府 - 市检察院 - 市中级人民法院 - 龙湖大桥东 - 绿地国际花都 - 经开区管委会 - 海亮明珠 - 海亮城市广场 - 高铁蚌埠南站广场（单向） - 高铁蚌埠南站[11]
- 往小蚌埠镇政府 ： 高铁蚌埠南站 - 高铁蚌埠南站广场（单向） - 海亮城市广场 - 海亮明珠 - 经开区管委会 - 绿地国际花都 - 龙湖大桥东 - 市中级人民法院 - 市检察院 - 市政府 - 珍珠小区（单边） - 戴湖·桃李园 - 沁雅锦绣城 - 琥珀花园 - 新城实验学校 - 万达广场北 - 工农路·荆山路 - 沁雅花园西 - 涂山路·工农路 - 南岗四路（单边） - 朝阳路·红旗一路 - 四中 - 朝阳路·淮河路 - 朝阳路桥北 - 蚌埠国购广场 - 小蚌埠镇政府[12][13]

### 换乘站
以下内容均统计自：蚌埠市公共交通集团有限公司营运线路一览表
- 小蚌埠镇政府：203路
- 蚌埠国购广场：119路（单边） 125路（单边） 135路（单边） 201路 202路 203路
- 朝阳路桥北：119路 125路 135路 136路 201路 202路
- 四中：101路 103路 104路 136路 环线1路
- 朝阳路·红旗一路 ：103路 104路 119路 135路 环线1路
- 南岗四路（单边） ：环线1路
- 涂山路·工农路：111路 120路 121路 150路
- 沁雅花园西：118路 123路
- 工农路·荆山路：118路 123路
- 万达广场北：109路
- 新城实验学校：109路 121路
- 琥珀花园：121路
- 沁雅锦绣城：星宇文化产业园专线
- 航华路·东海大道：106路 星宇文化产业园专线
- 珍珠小区（单边）：105路 107路 116路 138路 微2路 星宇文化产业园专线
- 市政府：105路 107路 138路 星宇文化产业园专线
- 市检察院：117路 138路 星宇文化产业园专线
- 市中级人民法院：117路 127路 138路 207路 星宇文化产业园专线
- 龙湖大桥东：117路 127路 128路 138路 微2路 207路 222路 星宇文化产业园专线
- 绿地国际花都：117路 138路 星宇文化产业园专线
- 经开区管委会：127路 微2路 星宇文化产业园专线 222路
- 海亮明珠：127路 微2路 222路
- 海亮城市广场：127路 微2路
- 蚌埠南站广场（单边）：127路 128路 138路 微2路
- 蚌埠南站：127路 128路 138路 微2路 K311路

## 票价
2018年3月15日起，支付宝刷卡机开始在蚌埠公交101路、107路、118路、126路、127路、128路、138路7条线路试运行，乘客可以通过支付宝手机软件进行扫码付费乘车，支付宝扫码乘车的支付票价和投币票价相同，暂不享受刷卡优惠。
- 未持卡乘客普通车投币1元，空调车投币2元。
- 持普通电子钱包卡普通车0.9元/次，空调车1.8元/次。
- 持学生月票卡普通车0.18元/次，成人卡0.36元/次，空调车加1元。
- 持老人卡、拥军卡、爱心卡的乘客免费乘车。[15]

## 资料来源
1. ↑  .   [2017-07-09]. （原始内容存档于2017-08-02）.
2. ↑  .   [2017-07-09]. （原始内容存档于2018-01-01）.
3. ↑  .   [2017-07-09]. （原始内容存档于2018-01-01）.
4. ↑  .   [2017-07-09]. （原始内容存档于2017-07-31）.
5. ↑  .   [2017-07-09]. （原始内容存档于2017-08-01）.
6. ↑  .   [2017-07-09]. （原始内容存档于2015-09-11）.
7. ↑  .   [2017-08-13]. （原始内容存档于2020-08-11）.
8. ↑  .   [2017-08-13]. （原始内容存档于2019-07-23）.
9. ↑  .   [2017-08-13]. （原始内容存档于2017-07-31）.
10. ↑  .   [2017-08-13]. （原始内容存档于2017-08-07）.
11. ↑  .   [2017-07-09]. （原始内容存档于2019-12-22）.
12. ↑  .   [2017-07-09]. （原始内容存档于2017-07-08）.
13. ↑  .   [2017-07-09]. （原始内容存档于2019-10-30）.
14. ↑  【支付宝乘车】蚌埠云公交卡使用指南 新浪微博
15. ↑  .   [2017-07-09]. （原始内容存档于2018-03-09）.